# Harold Knight
Harold Knight (Nottingham, 1874 - Londen, 1961) was een Britse schilder.
Hij werd geboren in Nottingham in 1874, als zoon van een architect, en studeerde aan de Nottingham School of Art. Daar ontmoette hij Laura Johnson, met wie hij in 1903 huwde.
Harold werd omschreven als een stille man en een ervaren, doch onopwindend, schilder. Zijn vrouw, de flamboyante Laura, genoot grotere publieke erkenning.
Na in Parijs en Staithes, aan de kust van Yorkshire, te hebben gewoond, kwamen zij, in 1907, naar Newlyn. (zie Newlyn Group)
Tijdens de Eerste Wereldoorlog was Harold Knight gewetensbezwaarde, wat hem niet in dank werd afgenomen door zijn collega's en vroegere vrienden. Hij werd verplicht om, als arbeider, op het land te gaan werken, wat veel van zijn fysieke en psychische krachten vergde. Na de oorlog verhuisden hij en Laura naar Londen. Zij kwamen echter regelmatig terug naar Lamorna om er te schilderen.
- Auckland Art Gallery Toi o Tāmaki: 1455
- Gemeinsame Normdatei: 1077576153
- International Standard Name Identifier: 0000 0000 8704 9253
- Library of Congress Control Number: nr93001092
- RKD-Nederlands Instituut voor Kunstgeschiedenis: 45042
- Museum of New Zealand Te Papa Tongarewa: 1274
- Union List of Artist Names: 500028052
- Virtual International Authority File: 9713519
- WorldCat: E39PBJmdwbHvxR3VKPHKDRjpyd